# Mateo II de Lorena
Mateo II (ca. 1193 - 9 de febrero de 1251) fue duque de Lorena desde 1220 hasta su muerte. Era hijo del duque Federico II e Inés de Bar y sucedió a su hermano, Teobaldo I.
Inmediatamente tuvo que entregar Nancy a la viuda de su hermano, Gertrudis de Dagsburgo, quien se volvió a casar con Teobaldo IV de Champaña, cuya soberanía Mateo tuvo que reconocer, debido a las guerras infructuosas que su hermano había mantenido contra una coalición imperial. Teobaldo esperaba poner sus manos en el condado de Metz, pero no logrando ese objetivo, repudió a Gertrudis. Gertrudis no tuvo ningún hijo de un tercer matrimonio y Nancy volvió al ducado a su muerte en 1225.
Mateo acompañó al emperador Federico II a la Sexta Cruzada en 1228 y a Italia en 1235. Por esto, retomó la alianza con los emperadores que ya habían tenido sus antepasados un siglo antes, desde el nombramiento de Adalberto hasta la guerra entre su hermano y Federico, que había roto esa larga amistad.
Mateo se enfrentó a varios barones rebeldes, especialmente el conde de Lunéville, quien logró un discreto apoyo del conde de Bar. Venció y volvió a unir Lunéville al ducado en un intercambio. Sin embargo, no logró la paz. En 1230, Enrique II de Bar volvió de nuevo sobre el mismo tema, con Hugo II de Vaudémont y el obispo de Toul, devastaron los territorios ducales y tomaron unos pocos castillos.
A la muerte de Enrique de Bar en 1240, Mateo intentó volver a tomar esos castillos perdidos a Teobaldo II de Bar, el hijo joven del viejo conde, pero fracasó y se firmó la paz en 1245 que duró varias décaadas. Ese mismo año, el emperador fue excomulgado y Mateo se distanció del campo imperial antes de unirse al partido papal de Inocencio IV en 1247.  Murió sólo unos pocos años después de haber negociado el provechoso matrimonio de su hijo con la hija del conde de Champaña. 

## Familia
En 1225, se casó con Caterina de Limburgo (m. 1255), hija de Waleran III de Limburgo, duque de Limburgo y conde de Luxemburgo, y Ermesinda I de Luxemburgo. Tuvieron descendencia:
- Federico (1240–1302), su sucesor en Lorena
- Laura, casada en 1250 con Juan de Dampierre (m. 1258), vizconde de Troyes, y luego con Guillermo de Vergy, señor de Mirebeau y Autrey
- Isabel (m. 1266), se casó con Guillermo de Vienne (m. 1255), luego, en 1256, con Juan de Chalon (1243–1309)
- Catalina, casada en 1255 con Ricardo de Montfaucon (m. 1279), hijo de Teodorico III, conde de Montbéliard
- Adelina (m. h. 1278), casada con Luis de Saboya (m. 1302), barón de Vaud